# Lewis Strauss
Lewis Lichtenstein Strauss (Charleston, Virginia Occidental, 31 de enero de 1896-Brandy Station, Virginia, 21 de enero de 1974) fue un político, empresario, filántropo y oficial naval estadounidense que sirvió dos mandatos en la Comisión de Energía Atómica de los Estados Unidos (AEC), en el segundo como su presidente. Fue una figura importante en el desarrollo de la energía y de las armas nucleares en los Estados Unidos.
Criado en Richmond, Virginia, Strauss se convirtió en asistente de Herbert Hoover como parte de los esfuerzos de socorro durante y después de la Primera Guerra Mundial. Luego trabajó como banquero de inversiones en Kuhn, Loeb & Co. durante las décadas de 1920 y 1930, donde acumuló una riqueza considerable. Como miembro del comité ejecutivo del Comité Judío Estadounidense y varias otras organizaciones judías en la década de 1930, Strauss hizo varios intentos de cambiar la política estadounidense para aceptar más refugiados de la  Alemania nazi, pero no tuvo éxito. Durante la Segunda Guerra Mundial se desempeñó como oficial en la Reserva de la Marina de los Estados Unidos, y ascendió al rango de contraalmirante debido a su trabajo en la Oficina de Artillería para gestionar y recompensar las plantas dedicadas a la producción de municiones.
Como comisionado fundador de la AEC durante los primeros años de la Guerra Fría, Strauss enfatizó la necesidad de proteger los secretos atómicos de EE. UU. y de monitorear y adelantarse a los desarrollos atómicos dentro de la Unión Soviética; fue un fuerte defensor del desarrollo de la bomba de hidrógeno. Durante su período como presidente de la AEC, Strauss instó al desarrollo de usos pacíficos de la energía atómica y predijo que la energía atómica haría que la electricidad fuera "demasiado barata para medirla". Al mismo tiempo, minimizó los posibles efectos en la salud de la lluvia radiactiva, como la que experimentaron los habitantes de las islas del Pacífico después de la prueba termonuclear de Castle Bravo.
Strauss fue el impulsor de las polémicas audiencias, celebradas en abril de 1954 ante una Junta de Seguridad de Personal de la AEC, en las que se revocó la habilitación de seguridad del físico Robert Oppenheimer. Como resultado de ello, a menudo se ha considerado a Strauss como un villano en la historia estadounidense. La nominación de Strauss por parte del presidente Dwight D. Eisenhower para convertirse en Secretario de Comercio de Estados Unidos resultó en una prolongada batalla política pública durante 1959 y Strauss no fue confirmado por el Senado de los  EE. UU.

## Primeros años
Strauss nació en Charleston, Virginia Occidental, hijo de Rosa (Lichtenstein) y Lewis Strauss, un exitoso mayorista de calzado. Sus padres eran emigrantes judíos de Alemania y Austria que llegaron a los Estados Unidos en las décadas de 1830 y 1840 y se establecieron en Virginia. La familia se mudó a Richmond, Virginia, donde creció y asistió a escuelas públicas. A la edad de 10 años, perdió gran parte de la visión de su ojo derecho en una pelea con piedras, que luego lo descalificó del servicio militar normal. Fue el mejor estudiante de su clase de secundaria, pero la fiebre tifoidea en su último año le impidió graduarse con ella.
Strauss había planeado estudiar física, por lo cual desarrolló un conocimiento de aficionado leyendo libros de texto,  en la Universidad de Virginia. Cuando finalmente se graduó de la escuela secundaria, el negocio de su familia había experimentado una baja durante la recesión de 1913-1914 y no podían permitirse enviarlo allí. En cambio, Strauss trabajó como vendedor ambulante de zapatos para la empresa de su padre.  En su tiempo libre, Strauss estudiaba su herencia judía. Tuvo bastante éxito en sus esfuerzos de ventas; durante los próximos tres años, ahorró $20,000 (equivalente a $423.000 en 2022), suficiente dinero para la matrícula universitaria.

## Carrera

### Primera Guerra Mundial

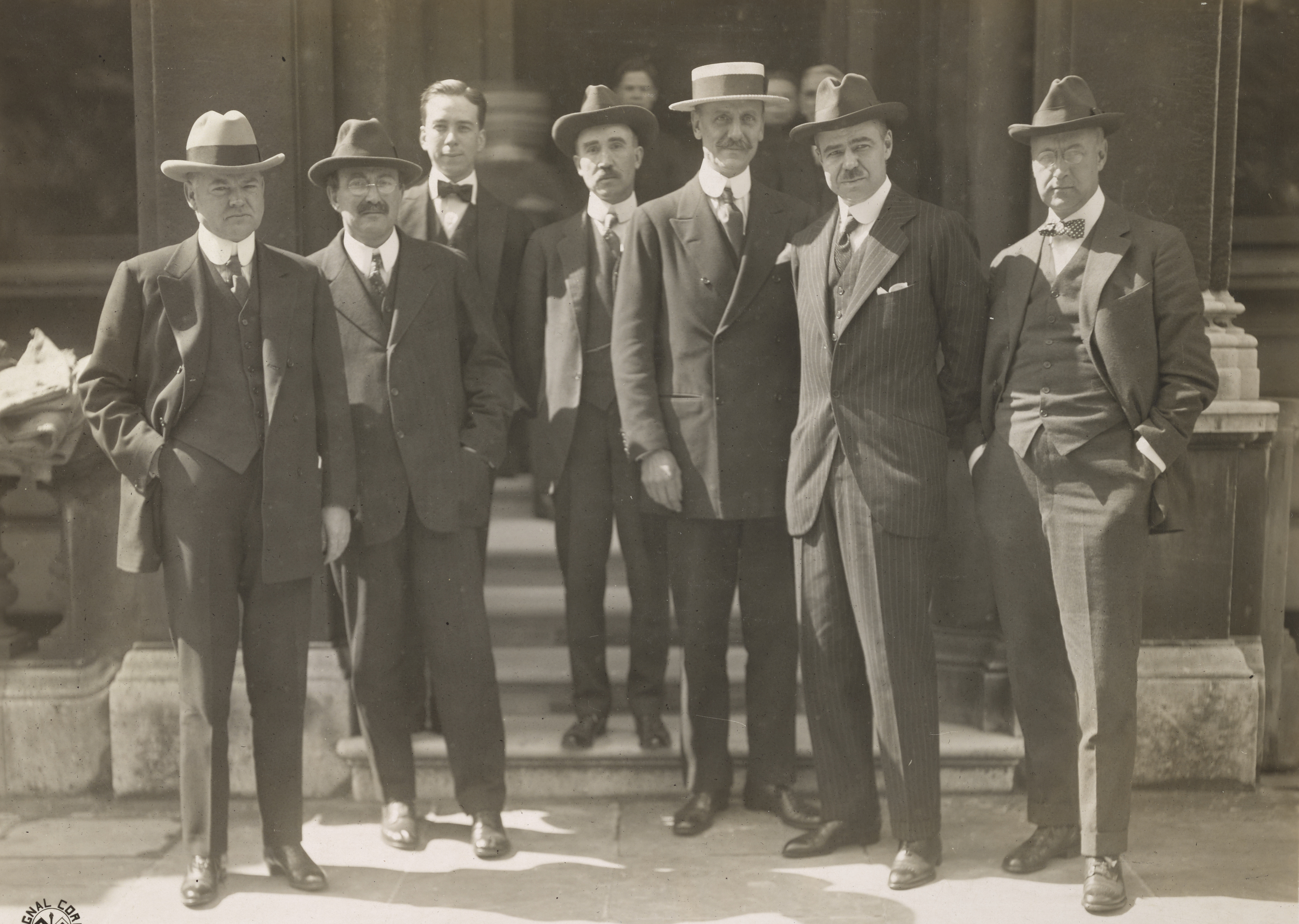
Administradores de alimentos estadounidenses en 1918: Hoover está en el extremo izquierdo, Strauss tercero desde la izquierda

La madre de Strauss lo animó a realizar un servicio público o humanitario. Era 1917; la Primera Guerra Mundial continuaba devastando partes de Europa y Herbert Hoover se había convertido en un símbolo del altruismo humanitario al encabezar la Comisión de Ayuda en Bélgica. En consecuencia, Strauss tomó el tren a Washington D. C., y se abrió camino para servir sin paga como asistente de Hoover. (Strauss y su biógrafo difieren sobre si esto sucedió en febrero o mayo de 1917, pero esto último parece más probable.)
Hoover se convirtió en jefe de la Administración de Alimentos de los Estados Unidos. Strauss trabajó bien y pronto fue ascendido a secretario privado y confidente de Hoover.  En ese cargo hizo poderosos contactos que le servirían más adelante. Uno de esos ellos fue con el abogado Harvey Hollister Bundy. Otro fue con Robert A. Taft, un abogado de la Administración de Alimentos.
Tras el Armisticio del 11 de noviembre de 1918, Hoover se convirtió en jefe de la Administración de Ayuda Estadounidense de la posguerra, con sede en París, y Strauss se unió a él allí una vez más como su secretario privado. Actuando en nombre de un representante diplomático de Finlandia casi indigente, Rudolf Holsti, a quien conoció en París, Strauss persuadió a Hoover para que instara al presidente Woodrow Wilson a reconocer la independencia de Finlandia de Rusia.
Además de las organizaciones de ayuda alimentaria de EE. UU., Strauss trabajó con el American Jewish Joint Distribution Committee (JDC) para aliviar el sufrimiento de los refugiados judíos, que a menudo eran desatendidos por otros organismos. Actuó como enlace entre la organización de Hoover y los trabajadores de JDC en varios países de Europa central y oriental. Al recibir noticias en abril de 1919 de la masacre de Pińsk, donde durante la guerra polaco-soviética, treinta y cinco judíos que se reunieron para discutir la distribución de la ayuda de socorro estadounidense fueron ejecutados sumariamente por el ejército polaco con el argumento de que eran conspiradores bolcheviques, Strauss ejerció presión para Hoover diera una respuesta contundente al gobierno polaco. Hoover habló con el primer ministro polaco Ignacy Jan Paderewski y exigió una investigación justa, pero Strauss vio a Paderewski como un antisemita que creía inherentemente que todos los judíos eran bolcheviques y que todos los bolcheviques eran judíos. Después de un tiempo, la situación de los judíos en Polonia mejoró (temporalmente).
Strauss había crecido en Virginia rodeado por la veneración de los héroes militares sureños de la guerra civil, pero una gira que realizó en el verano de 1918 a los devastados campos de batalla de Château-Thierry y Belleau eliminó de su visión del mundo cualquier noción glamorosa o romántica. De manera similar, su exposición al comunismo en 1919, al ver los efectos de la guerra polaco-soviética lo llevó a un poderoso sentimiento anticomunista de por vida.

### Banquero de inversión, matrimonio y familia
En el JDC, Strauss llamó la atención de Felix M. Warburg, un líder del JDC que era socio del banco de inversión Kuhn, Loeb & Co. en la ciudad de Nueva York, y de Harriet Loewentstein, directora europea del JDC que era contadora en el banco. Además, Hoover le había presentado a Strauss a Mortimer Schiff, otro socio de Kuhn Loeb,  quien entrevistó a Strauss en París y le ofreció un puesto de trabajo. Al aceptarlo, Strauss rechazó una oferta para convertirse en contralor de la recién formada Sociedad de las Naciones.
Strauss regresó a los Estados Unidos y comenzó en Kuhn Loeb en 1919. Como resultado de ello, nunca asistió a la universidad, un hecho que puede haber llevado a los rasgos de personalidad perfeccionista y defensiva que exhibió más tarde en la vida.
Los principales clientes de Kuhn Loeb eran los ferrocarriles y, a mediados de la década de 1920, Strauss estaba ayudando a organizar la financiación de nuevos edificios de terminales ferroviarias en Cincinnati y Richmond y para la reorganización del Ferrocarril del Oeste de Denver y Río Grande y Chicago, Milwaukee, St. Paul. y Ferrocarril del Pacífico. Para 1926, su compensación anual de la firma había llegado a $ 75,000 (equivalente a $1.240.000 en 2022) y al año siguiente $120.000 (equivalente a $2.022.000 en 2022). Posteriormente, Strauss arregló el financiamiento de la firma para compañías siderúrgicas como Inland Steel, Republic Steel y Great Lakes Steel. Se convirtió en socio de pleno derecho en 1929, momento en el que estaba ganando un millón de dólares al año, y soportó el desplome de Wall Street de 1929 sin daños financieros significativos. Con la empresa, ayudó a comercializar la película Kodachrome para Eastman Kodak y la cámara Polaroid para Edwin H. Land. 

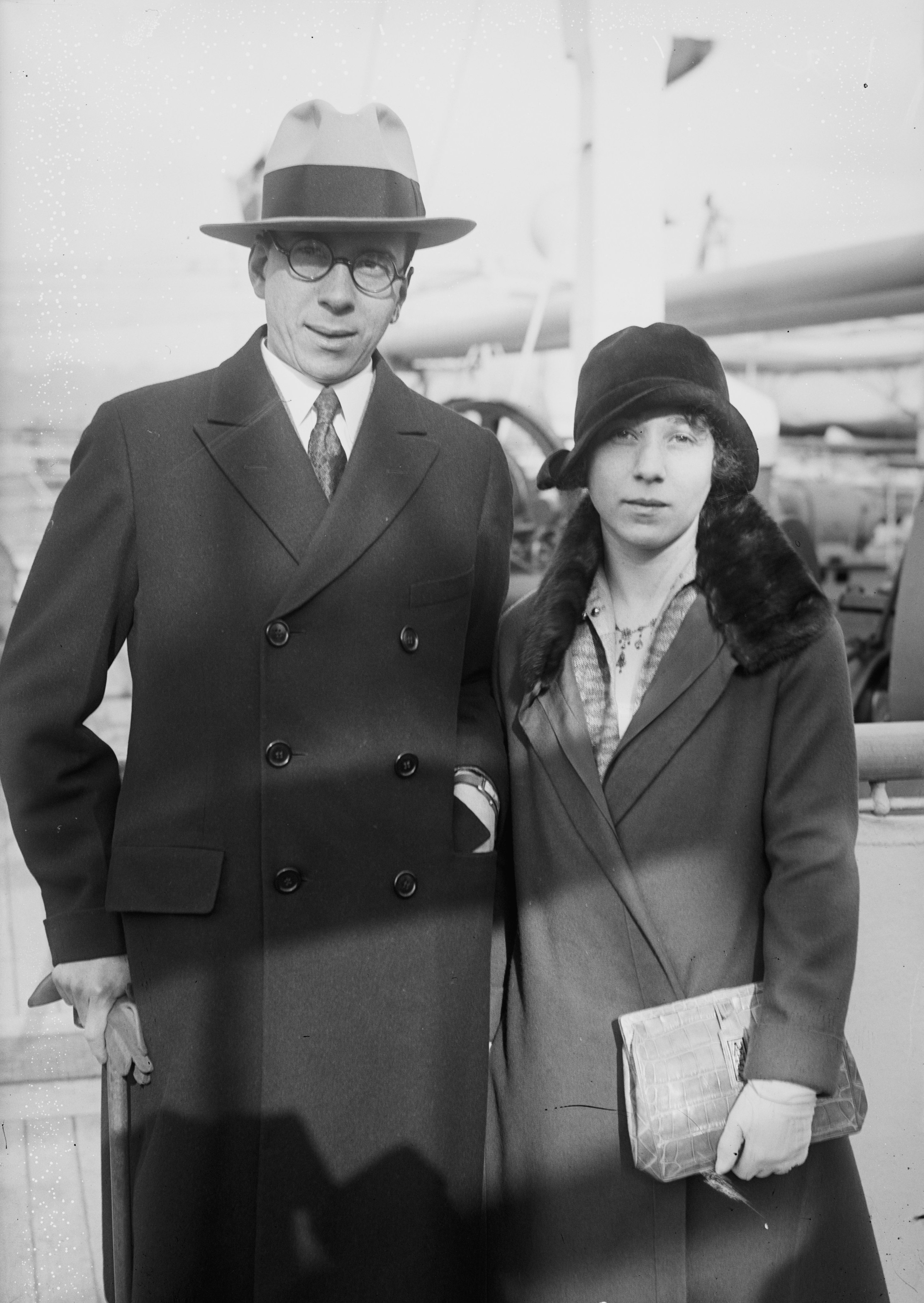
Strauss y su esposa Alice, c. 1923–26

El 5 de marzo de 1923, Strauss se casó con Alice Hanauer en una ceremonia en el Hotel Ritz-Carlton de Nueva York. Alice, nacida en 1903, era hija de Jerome J. Hanauer, quien fue uno de los socios de Kuhn Loeb. Era una nativa de Nueva York que había asistido al Vassar College y era una hábil ecuestre y alfarera. La pareja tuvo dos hijos, uno de los cuales no sobrevivió a la primera infancia. Mientras estaban en Nueva York, vivieron en Central Park West, luego en el Upper East Side, y más tarde en Central Park South.
Strauss participaba en actividades de la comunidad de la ciudad de Nueva York. En particular, formó parte de la junta directiva de la Metropolitan Opera Company y más tarde de Metropolitan Opera Association y también formó parte de las juntas directivas de American Relief Administration y American Children's Fund. Fue miembro de la Asociación de Banqueros Estadounidenses y de la Cámara de Comercio del Estado de Nueva York.
Hoover fue candidato a la nominación del Partido Republicano en las elecciones presidenciales de Estados Unidos de 1920; Strauss hizo campaña por él y asistió a la Convención Nacional Republicana de 1920 en su nombre, pero Hoover no logró obtener un apoyo significativo. Strauss volvió a trabajar para la campaña, esta vez exitosa, de Hoover en las elecciones presidenciales de los Estados Unidos de 1928, y fue miembro de Virginia ese año del Comité Nacional Republicano. Durante varios años, Strauss participó en actividades diseñadas para fortalecer el Partido Republicano en Virginia y el Sur en general. También se comprometió a proteger la reputación del presidente Hoover; en 1930, en nombre de la Casa Blanca, conspiró con dos oficiales de inteligencia naval para irrumpir ilegalmente en la oficina de un seguidor de Tammany Hall en Nueva York, que se pensaba que tenía documentos que dañarían a Hoover.
Durante la década de 1930, tras la derrota de Hoover por Franklin D. Roosevelt en las elecciones presidenciales de Estados Unidos de 1932, Strauss fue un fuerte opositor del New Deal. Compartió esta antipatía con Hoover, quien adoptó cada vez más un punto de vista ideológicamente conservador y anti-New Deal en los años posteriores a su derrota.
Strauss estuvo activo en Kuhn Loeb hasta 1941, aunque le molestaban las restricciones impuestas a la banca de inversión por los reguladores en la administración de Roosevelt y disfrutaba menos del negocio. No obstante, en su papel de banquero de inversiones, Strauss se había vuelto enormemente rico y, dadas sus humildes circunstancias originales, se le ha considerado un millonario hecho a sí mismo como en un cuento de Horatio Alger.  Como ha escrito un historiador, el éxito comercial de Strauss fue el resultado de "suerte, coraje, trabajo duro y buenos contactos". El biógrafo de Strauss llega a una conclusión similar: "Strauss llegó a la cima debido a su capacidad, ambición, elección de la empresa y la esposa adecuada, y la buena suerte de comenzar en un momento próspero". Debido a su falta de educación superior, Strauss también se caracterizó por ser autodidacta.

### Actividades religiosas
Hombre orgullosamente religioso, Strauss se convirtió en un líder en causas y organizaciones judías. En 1933 fue miembro del comité ejecutivo del Comité Judío Estadounidense. Participó activamente en la Sociedad Agrícola Judía, de la que en 1941 fue presidente honorario. En 1938 también participó activamente en el Consejo de Desarrollo Palestino, el Fondo Baron de Hirsch y la Unión para el Judaísmo Reformista.
Sin embargo, no era sionista y se opuso al establecimiento de un estado judío en el Mandato británico de Palestina. No consideraba a los judíos como pertenecientes a una nación o raza; se consideraba un estadounidense de religión judía y, en consecuencia, defendía los derechos de los judíos a vivir como ciudadanos iguales e integrales de las naciones en las que residían.
Strauss reconoció temprano la brutalidad de la Alemania nazi. Dio a conocer su preocupación a principios de 1933, escribiendo al presidente Hoover durante las últimas semanas de su mandato. Strauss asistió a una conferencia en Londres de judíos preocupados más tarde ese año en nombre del Comité Judío Estadounidense, pero la conferencia no prosperó por causa del tema del sionismo.
Después de los ataques de la Noche de los cristales rotos de noviembre de 1938 contra los judíos en Alemania y partes de Austria, Strauss intentó persuadir a los republicanos prominentes para que apoyaran el proyecto de ley Wagner-Rogers que permitiría legislativamente la entrada de 20.000 niños refugiados alemanes en los Estados Unidos. Aliado durante mucho tiempo con Hoover y Taft, les pidió a cada uno de ellos que apoyara el proyecto de ley. Hoover lo hizo, pero Taft no, y le dijo a Strauss: "Con millones de personas sin trabajo, no veo la lógica de admitir a otros". El proyecto de ley tuvo un apoyo popular considerable, pero finalmente no logró avanzar en el Congreso debido a la oposición de la Legión Estadounidense, las Hijas de la Revolución Estadounidense y otros restriccionistas de la inmigración.
Al mismo tiempo, Strauss se unió a Hoover y Bernard Baruch para apoyar el establecimiento de un estado de refugiados en África como refugio seguro para todas las personas perseguidas, no solo para los judíos, y comprometió el diez por ciento de su riqueza para ello. Este esfuerzo tampoco se materializó. Otro esquema más que involucró a Strauss se refería a una corporación internacional, la Fundación Coordinadora, que se establecería para pagar efectivamente a Alemania un inmenso rescate a cambio de permitir que los judíos emigraran; cosa que tampoco sucedió. Strauss escribió posteriormente: "Los años desde 1933 hasta el estallido de la Segunda Guerra Mundial siempre serán una pesadilla para mí, y los insignificantes esfuerzos que hice para aliviar las tragedias fueron fracasos absolutos, salvo en algunos casos individuales, lamentablemente pocos".
Strauss fue presidente de la Congregación Emanu-El de Nueva York, la más grande de la ciudad de Nueva York, durante una década, de 1938 a 1948.  Fue nombrado presidente para reemplazar al juez Irving Lehman, después de haber sido presidente del comité de finanzas del templo. Primero se unió a la junta de síndicos del templo en 1929, durante el tiempo en que la congregación estaba absorbiendo la fusión del Templo Beth-El.
Strauss triunfó en el mundo social y político de Washington a pesar de ser este notoriamente antisemita en ese momento. De hecho, esas experiencias con el antisemitismo pueden haber contribuido a la perspectiva externa y la personalidad rebelde que se hizo evidente durante su carrera posterior. Estaba orgulloso de su educación sureña, así como de su religión, e insistió en que su nombre se pronunciara al estilo de Virginia como 'Straws' en lugar de la forma germánica habitual.

### Segunda Guerra Mundial
A pesar de su inhabilitación médica para el servicio militar regular, Strauss solicitó unirse a la Reserva de la Marina de los EE. UU. en 1925, lo que entró en vigor en 1926, y recibió una comisión de oficial como teniente oficial de inteligencia. Permaneció en la reserva como teniente comandante. En 1939 y 1940, cuando comenzó la Segunda Guerra Mundial en el extranjero, se ofreció como voluntario para el servicio activo. Quería ingresar a la inteligencia pero fue bloqueado, según se informa, porque el director de Inteligencia Naval de la Marina de los EE. UU. tenía prejuicios contra los judíos y porque las contribuciones de Strauss a B'nai B'rith habían despertado sospechas por parte del director de lFBI J. Edgar Hoover y otros. en el sector de inteligencia de EE. UU. En cambio, en febrero de 1941, fue llamado al servicio activo, y fue asignado como asistente de personal del jefe en la Oficina de Artillería, donde ayudó a organizar y administrar el suministro de municiones de la Marina. Strauss y su esposa se mudaron a Washington D. C., donde vivieron en un apartamento en el prestigioso Omni Shoreham Hotel. Se desempeñó como auxiliar de enfermería de quirófano durante este período.
Durante 1941, Strauss recomendó acciones para mejorar las habilidades de los inspectores y consolidar las inspecciones de campo en una Oficina de Inspectores Generales que fuera independiente del sistema de oficinas de la Marina; estos cambios se afianzaron al año siguiente. Strauss organizó un esfuerzo para levantar la moral para otorgar premios "E por excelencia" a las plantas que hacían un buen trabajo en la fabricación de materiales de guerra. El programa resultó popular y ayudó a Estados Unidos a aumentar rápidamente la producción en caso de que entrara en guerra; a fines de 1941, la Oficina de Artillería había otorgado la "E" a 94 contratistas de defensa diferentes. Fue adoptado en todos los servicios en 1942 como el Premio "E" del Ejército y la Marina, y en el transcurso de la guerra se otorgaron más de 4000 de ellos. (El biógrafo de Strauss ha descrito a Strauss como alguien que también ayudó a investigar las fallas notorias de los torpedos estadounidenses durante la guerra y coordinó el desarrollo de la muy secreta y exitosa espoleta de proximidad; sin embargo, las historias de estos esfuerzos no indican que Strauss haya desempeñado un papel significativo.)
Cuando James V. Forrestal sucedió a Frank Knox como Secretario de Marina en mayo de 1944, contrató a Strauss como su asistente especial. Junto con el senador Harry F. Byrd de Virginia, Strauss estableció la Oficina de Investigación Naval, que mantuvo la investigación científica de asuntos navales bajo el control de la Marina en lugar de organizaciones civiles o académicas. Las contribuciones de Strauss fueron reconocidas por la Armada y en 1945 se desempeñaba en la Junta de Municiones del Ejército y la Armada, cargo que concluyó al año siguiente. También estuvo en la Junta de Políticas de la Reserva Naval a partir de 1946.
A principios de la guerra, Strauss fue ascendido a comandante, luego, en noviembre de 1943, era capitán. Ascendió en rango e influencia debido a una combinación de su inteligencia, energía personal y habilidad para encontrar favor en lugares más altos. La forma rígida de Strauss también logró ganarse enemigos durante la guerra, incluidas disputas significativas con E. N. Toland, asesor principal del Comité de Asuntos Navales de la Cámara; el representante Carl Vinson, presidente de ese comité; y el Almirante Ernest J. King, Jefe de Operaciones Navales. Una propuesta de ascenso para Strauss en 1944 a contraalmirante no sucedió en ese momento debido a una variedad de factores, incluido que al presidente Franklin D. Roosevelt no le había gustado Strauss durante años, desde un incidente en un evento del Inner Circle en 1932, y bloqueó el movimiento. La muerte de Roosevelt modificó la situación, ya que su sucesor, Harry S. Truman, no tenía sentimientos negativos hacia Strauss. En julio de 1945, Strauss fue ascendido a comodoro. Luego, en noviembre de 1945, después de la guerra, fue ascendido a contraalmirante por Truman.
El ascenso a almirante era inusual para un miembro de la reserva, y como tal, le gustaba que se dirigieran a él como "Almirante Strauss", aunque el uso del honorífico perturbaba a algunos oficiales regulares que lo consideraban un civil.  En ese momento, Strauss había aprovechado sus vínculos tanto en Washington como en Wall Street para ingresar al establecimiento de la posguerra en la capital. También estaba aprendiendo cómo hacer que las cosas se lograran en Washington a través de canales clandestinos no oficiales, algo en lo que se volvería bastante experto.

### Introducción a la energía atómica
La madre de Strauss murió de cáncer en 1935, su padre de la misma enfermedad en 1937. Eso y su temprano interés en la física llevaron a Strauss a establecer un fondo a su nombre, Lewis and Rosa Strauss Memorial Fund, para la investigación física que podría conducir a un mejor tratamiento de radiación para los pacientes con cáncer. El fondo apoyó a Arno Brasch, que estaba trabajando en la producción de material radiactivo artificial con ráfagas de rayos X. El trabajo de Brasch se basó en trabajos previos con Leo Szilard, quien vio en este trabajo un posible medio para desarrollar una reacción atómica en cadena. Szilard ya había previsto que esto podría conducir a una bomba atómica y persuadió a Strauss para que los apoyara a él y a Brasch en la construcción de un "generador de sobretensiones". Strauss finalmente proporcionó decenas de miles de dólares a esta empresa.
A través de Szilard, Strauss conoció a otros físicos nucleares como Ernest Lawrence. Strauss habló con científicos que habían salido de la Alemania nazi y se enteró de los experimentos relacionados con los átomos que se habían llevado a cabo allí. Szilard lo mantuvo actualizado sobre los desarrollos en el área, como el descubrimiento de la fisión nuclear y el uso de neutrones. En febrero de 1940, Szilard le pidió que financiara la adquisición de algo de radio, pero Strauss se negó, ya que había gastado una gran suma.
Strauss no tuvo más participación directa en los desarrollos de energía atómica durante la guerra. De hecho, estaba frustrado a causa de Harvey Hollister Bundy, su colega de los días de la Administración de Alimentos, que mantuvo a Strauss alejado de la información sobre el Proyecto Manhattan. Al final de la guerra, cuando las primeras bombas atómicas estaban listas para su uso, Strauss abogó por que Forrestal lanzara una sobre un objetivo simbólico, como un bosque de cedros japoneses cerca de Nikkō, Tochigi, como un disparo de advertencia. En los años siguientes, Strauss diría en entrevistas: "Hice todo lo posible para evitarlo. Los japoneses fueron derrotados antes de que se usara la bomba".
Después de la guerra, Strauss fue el representante de la Armada en el Comité Interdepartamental de Energía Atómica. Strauss recomendó una prueba de la bomba atómica contra varios buques de guerra modernos, que pensó que refutaría la idea de que la bomba atómica habría hecho obsoleta a la Marina. Su recomendación contribuyó a la decisión de realizar las pruebas de la Operación Crossroads de mediados de 1946, las primeras desde la guerra, en el atolón Bikini.

### Miembro de la Comisión de Energía Atómica

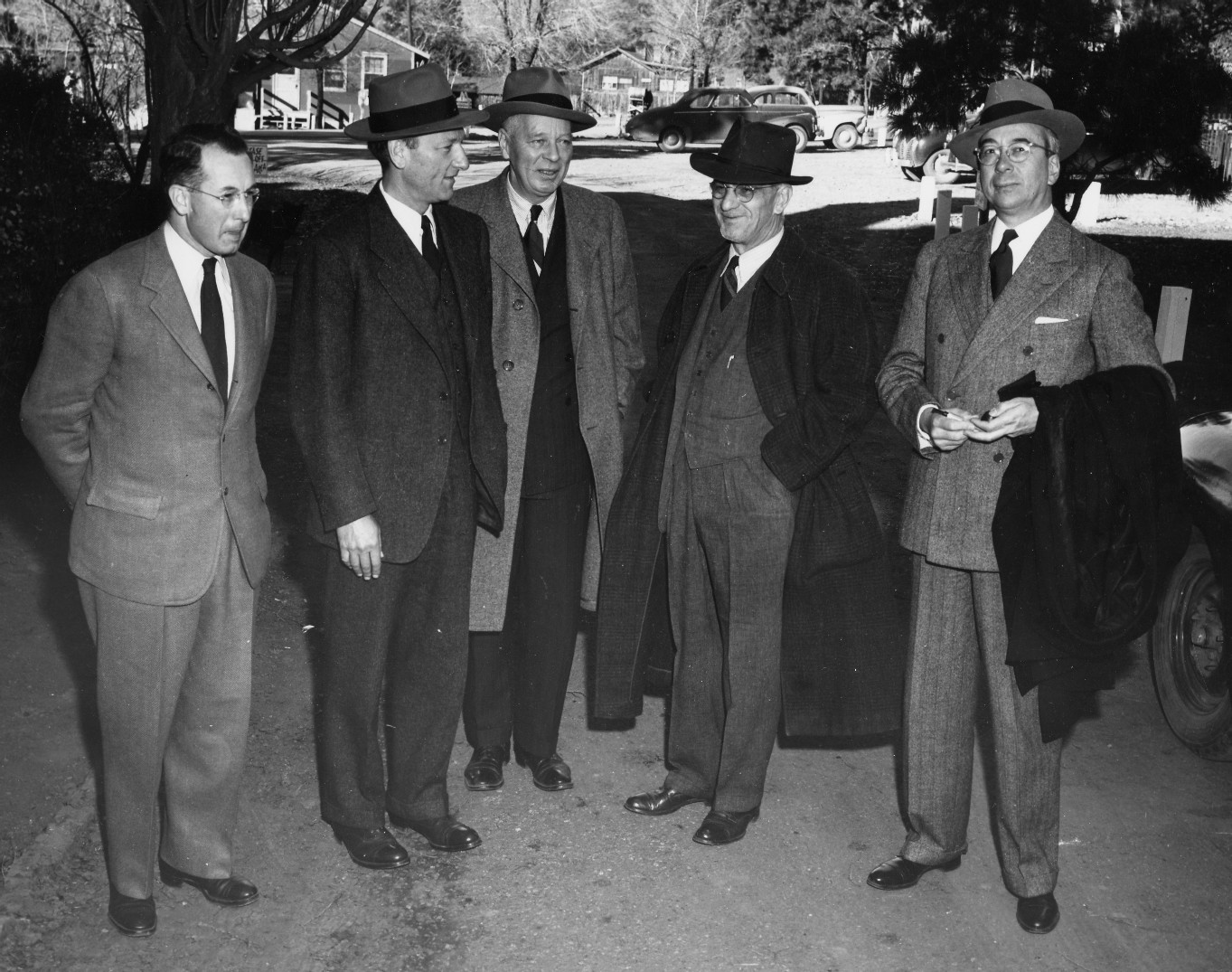
Los cinco comisionados originales de la AEC en 1947; Strauss está más a la derecha

En 1947, Estados Unidos transfirió el control de la investigación atómica del ejército estadounidense a la autoridad civil bajo la recién creada Comisión de Energía Atómica (AEC). En octubre de 1946, antes de la creación de la comisión, Strauss fue nombrado por el presidente Truman como uno de los primeros cinco comisionados, con David E. Lilienthal como presidente. Strauss había sido recomendado para un puesto en el cuerpo por el vicealmirante Paul Frederick Foster, un viejo amigo a quien Strauss había proporcionado contactos en el mundo empresarial (y que posteriormente había ayudado a Strauss a obtener su asignación de servicio activo). En su discusión inicial sobre el nombramiento, Strauss señaló a Truman, partidario del New Deal, que "soy un republicano negro de Hoover". Truman dijo que eso no importaba, ya que se pretendía que la comisión no fuera política. Strauss, que había regresado brevemente a trabajar en Kuhn Loeb después de la guerra, ahora abandonó la empresa por completo para cumplir con las regulaciones de AEC.
Una vez allí, Strauss se convirtió en uno de los primeros comisionados en disentir de la política existente. En los dos primeros años hubo una docena de casos, la mayoría relacionados con asuntos de seguridad de la información, en los que Strauss estaba en una minoría de 1 a 4 en la comisión; en el proceso, fue percibido cada vez más como terco.
Una de las primeras acciones de Strauss en la AEC fue instar a sus compañeros comisionados a establecer la capacidad de monitorear la actividad atómica extranjera a través de pruebas atmosféricas. En particular, vio que los aviones WB-29 Superfortress equipados con pruebas radiológicas podían realizar vuelos regulares de "olfateo" para monitorear la atmósfera superior y detectar cualquier prueba atómica por parte de la Unión Soviética. Otras personas en el gobierno y la ciencia, incluidos los físicos Robert Oppenheimer y Edward Teller, argumentaron que el enfoque radiológico no funcionaría, pero Strauss y la recién formada Fuerza Aérea de los Estados Unidos continuaron independientemente. Varios días después de la primera prueba de la bomba atómica por parte de la Unión Soviética en agosto de 1949, un vuelo WB-29 encontró evidencia de la prueba. Si bien Strauss no fue la única persona que había estado instando a las capacidades de detección de largo alcance, fue en gran parte gracias a sus esfuerzos que Estados Unidos pudo descubrir que la Unión Soviética se había convertido en una potencia nuclear.
Strauss creía en una premisa fundamental de la Guerra Fría, que la Unión Soviética estaba decidida a seguir un curso de dominación mundial; como tal, creía en tener una fuerza nuclear más poderosa que la soviética y en mantener en secreto las actividades nucleares estadounidenses.  Esto se extendió a los aliados: entre los comisionados, él era el más escéptico sobre el valor del Modus Vivendi que se acordó en enero de 1948, que preveía un intercambio limitado de información técnica entre Estados Unidos, Gran Bretaña y Canadá (y eso fue ya un conjunto de pautas más estrictas que las establecidas por el presidente Franklin D. Roosevelt en el Acuerdo de Quebec de la era del Proyecto Manhattan). Durante las elecciones presidenciales de Estados Unidos de 1948, Strauss trató de convencer al candidato del Partido Republicano, Thomas E. Dewey, sobre los peligros de compartir información atómica con Gran Bretaña, y después de que Dewey perdiera, Strauss trató de convencer a Truman de lo mismo. Tras las revelaciones sobre el espionaje del físico británico Klaus Fuchs para la Unión Soviética, y el nombramiento del ex marxista John Strachey como secretario de Estado para la Guerra en el gabinete británico, Strauss argumentó que el Modus Vivendi debería suspenderse por completo, pero no otros comisionados querían llegar a ese extremo.
Strauss era conocido por su rigidez psicológica; Según los informes, uno de sus compañeros comisionados dijo: "Si no estás de acuerdo con Lewis en algo, él asume que eres un tonto al principio. Pero si continúas en desacuerdo con él, concluye que debes ser un traidor". Strauss estaba cada vez más descontento en su puesto, pero el presidente Truman indicó satisfacción con el trabajo de Strauss y las posiciones minoritarias que estaba tomando en la comisión.
La primera prueba de la bomba atómica por parte de la Unión Soviética en agosto de 1949 llegó antes de lo esperado por los estadounidenses, y durante los siguientes meses hubo un intenso debate dentro del gobierno, el ejército y las comunidades científicas de los EE. UU. sobre si se debía proseguir con el desarrollo de la mucho más poderosa bomba de hidrógeno, entonces conocida como "la Súper". Strauss instó a Estados Unidos a actuar de inmediato para desarrollarlo,  escribiendo a sus compañeros comisionados el 5 de octubre que "ha llegado el momento de dar un salto cuántico en nuestra planificación... deberíamos hacer un esfuerzo intensivo para adelante con la Súper". En particular, Strauss no se dejó influir por los argumentos morales en contra de seguir adelante, ya que no vio una diferencia real entre usarla y la bomba atómica o el arma de fisión potenciada que algunos oponentes de la Súper defendían como alternativa. Cuando Strauss fue rechazado por los otros comisionados, se dirigió al secretario ejecutivo del Consejo de Seguridad Nacional, Sidney Souers, para llevar el asunto directamente al presidente Truman. Fue como consecuencia de esta reunión que Truman se enteró por primera vez (cuando Souers le informó) de que podía existir una bomba de hidrógeno. En un memorándum que instaba al desarrollo de la Súper que envió al presidente Truman el 25 de noviembre de 1949, el piadoso Strauss no expresó ninguna duda sobre lo que harían los soviéticos, escribiendo que "no es probable que se disuada a un gobierno de ateos de producir el arma por motivos 'morales'".
El 31 de enero de 1950, Truman anunció su decisión de seguir adelante con el desarrollo de la bomba de hidrógeno. Algunas narraciones, incluidas las promovidas por Strauss y la del biógrafo de Strauss, han colocado a Strauss como quien tuvo un papel central en la decisión de Truman. Pero en el momento en que se tomó la decisión, Strauss formaba parte de una coalición cada vez más grande de figuras militares y gubernamentales, y algunos científicos, que sentían firmemente que el desarrollo de la nueva arma era esencial para la seguridad de EE. UU. frente a un enemigo nuclear hostil. -Enemigo ideológico capaz. Así, en ausencia de la acción de Strauss, casi con seguridad se habría llegado a la misma decisión. En cualquier caso, cuando se anunció la decisión, Strauss, considerando que había hecho todo lo posible, presentó su renuncia el mismo día. Dentro de la administración, se consideró que Strauss fuera nombrado presidente de la AEC para reemplazar a Lilienthal, pero se consideró que Strauss era una figura demasiado polarizadora. El último día de Strauss durante su primera etapa en la comisión fue el 15 de abril de 1950.

### Analista financiero
A partir de junio de 1950, Strauss se convirtió en asesor financiero de los hermanos Rockefeller, donde su misión era participar en las decisiones relativas a proyectos, financiación e inversión. Para ellos, ayudó en la fundación y sirvió en la primera junta del Consejo de Población. También participó en las negociaciones con la Universidad de Columbia que condujeron a la venta y arrendamiento de bienes inmuebles asociados con parte del Rockefeller Center. La relación con los hermanos Rockefeller duraría hasta 1953. Sin embargo, Strauss sintió que los hermanos lo trataban como un activo de segunda clase y, a su vez, no sentía lealtad hacia ellos.
Durante este tiempo, Strauss siguió interesándose por los asuntos atómicos; al igual que otros exmiembros de la AEC, tenía un acuerdo de consultoría con el Comité Conjunto sobre Energía Atómica del Congreso de los Estados Unidos y participó activamente en dar a conocer su opinión sobre varios asuntos. Estos incluían su insatisfacción con la velocidad a la que se estaba llevando a cabo la investigación y el desarrollo para fabricar un dispositivo de hidrógeno que funcionara.
En las elecciones presidenciales de Estados Unidos de 1952, Strauss originalmente apoyó a Robert A. Taft, su amigo de los días de Hoover, para la nominación del Partido Republicano. Sin embargo, una vez que Dwight D. Eisenhower aseguró la nominación, Strauss contribuyó con una cantidad sustancial de dinero a la campaña de Eisenhower.

### Presidente de la Comisión de Energía Atómica

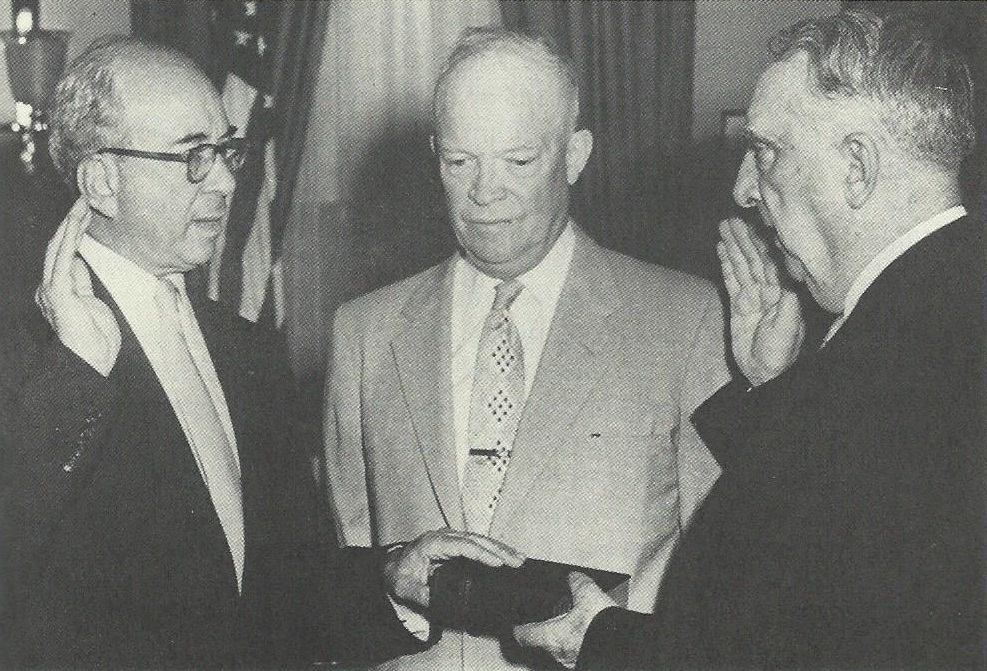
Strauss (izquierda) prestando juramento como presidente de la AEC en 1953

En enero de 1953, el presidente Eisenhower nombró a Strauss asesor presidencial de energía atómica. Luego, en julio de 1953, Eisenhower nombró a Strauss como presidente de la AEC.
Si bien Strauss se había opuesto inicialmente al impulso de Eisenhower para la Operación Candor, tanto su punto de vista como los objetivos de la administración evolucionaron, y respaldó el programa Átomos para la Paz, que Eisenhower anunció en diciembre de 1953. Strauss era ahora uno de los defensores más conocidos de la energía atómica para muchos propósitos. En parte, celebró la promesa del uso pacífico de la energía atómica como parte de un esfuerzo consciente para desviar la atención de los peligros de la guerra nuclear. Sin embargo, Strauss, al igual que Eisenhower, creía sinceramente y esperaba el potencial de los usos pacíficos. En 1955, Strauss ayudó a organizar la participación de Estados Unidos en la primera conferencia internacional sobre usos pacíficos de la energía atómica, celebrada en Ginebra. Strauss tenía en alta estima las capacidades soviéticas y dijo después de la conferencia que "en el ámbito de la ciencia pura, los soviéticos nos habían asombrado con sus logros... [los rusos] no podían describirse en ningún sentido como técnicamente atrasados".

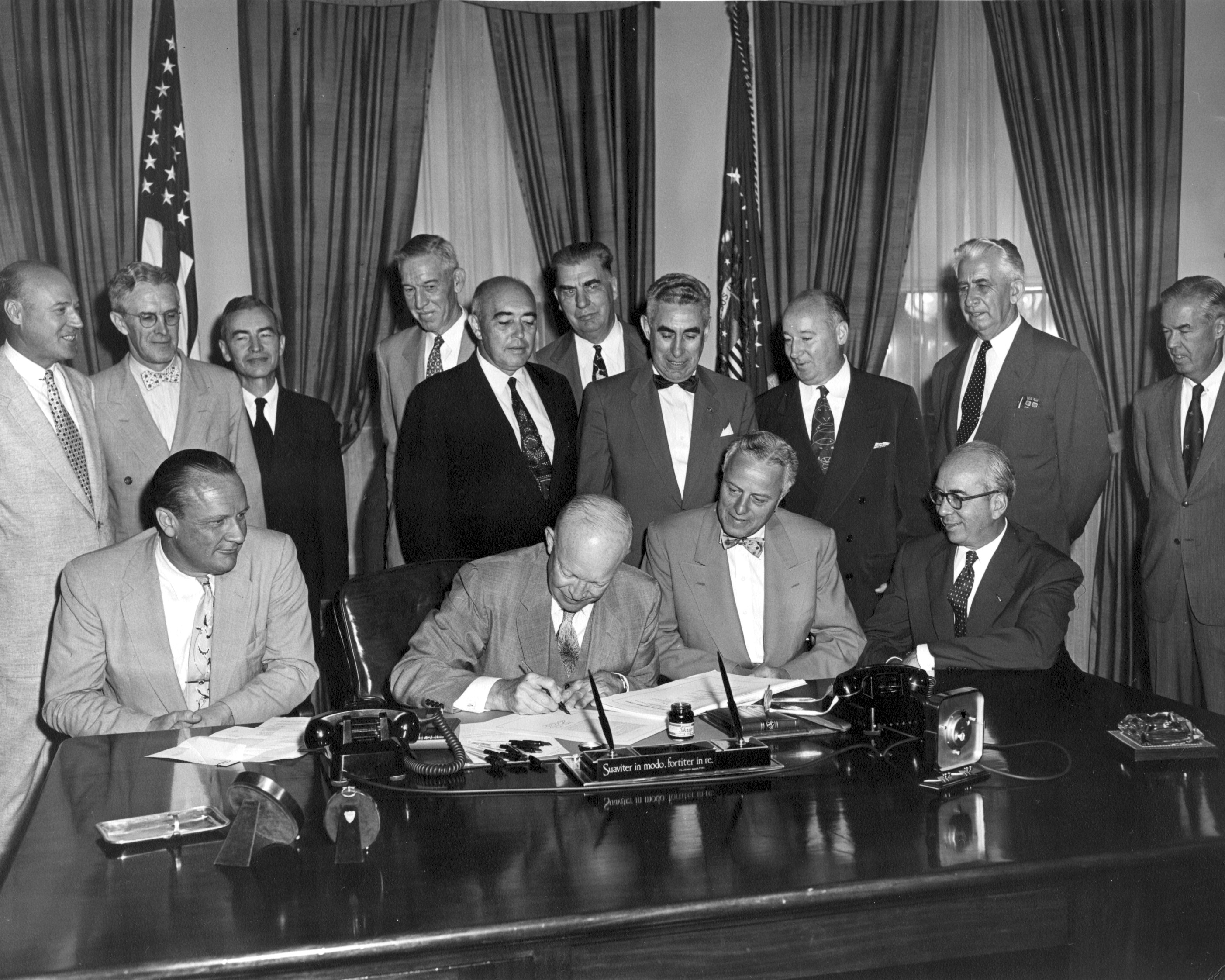
Eisenhower firmando una modificación de la Ley de Energía Atómica en 1954; Strauss está sentado en el extremo derecho

En 1954, Strauss predijo que la energía atómica haría que la electricidad fuera "demasiado barata para medirla". Considerada como fantasiosa incluso en ese momento, la cita ahora se considera perjudicial para la credibilidad de la industria. Strauss posiblemente se estaba refiriendo al Proyecto Sherwood, un programa secreto para desarrollar energía a partir de la fusión de hidrógeno, en lugar de los reactores de fisión de uranio comúnmente creídos. De hecho, en el período previo a una conferencia de Ginebra de 1958 sobre energía atómica, Strauss ofreció una financiación sustancial a tres laboratorios para la investigación de la energía de fusión.
Después de la explosión inesperadamente grande de la prueba termonuclear Castle Bravo de marzo de 1954 en el atolón Bikini, hubo preocupación internacional por la lluvia radiactiva experimentada por los residentes de los atolones Rongelap y Utirik cercanos y por un barco pesquero japonés. La AEC inicialmente trató de mantener en secreto la contaminación y luego trató de minimizar los peligros para la salud de las consecuencias. Empezaron a escucharse voces que abogaban por la prohibición o limitación de los ensayos atmosféricos de armas nucleares. El propio Strauss minimizó los peligros de las lluvias radiactivas e insistió en que era vital que un programa de explosiones atmosféricas se desarrollara sin obstáculos. Sin embargo, Strauss también contribuyó a aumentar los temores del público cuando, durante una conferencia de prensa en marzo de 1954, hizo un comentario improvisado de que una sola bomba H soviética podría destruir el área metropolitana de Nueva York. Esta declaración también se escuchó en el extranjero y sirvió para agregar a lo que el ministro de Defensa del Reino Unido, Harold Macmillan, denominó "pánico" sobre el tema. La AEC había encargado el informe del Proyecto SUNSHINE en 1953 para determinar el impacto de la lluvia radiactiva, generada por repetidas detonaciones nucleares de mayor y mayor rendimiento, en la población mundial. Los británicos pidieron el informe a la AEC, pero Strauss se resistió a darles algo más que una versión muy redactada, lo que generó frustración por parte del primer ministro Winston Churchill y otros funcionarios del Reino Unido.

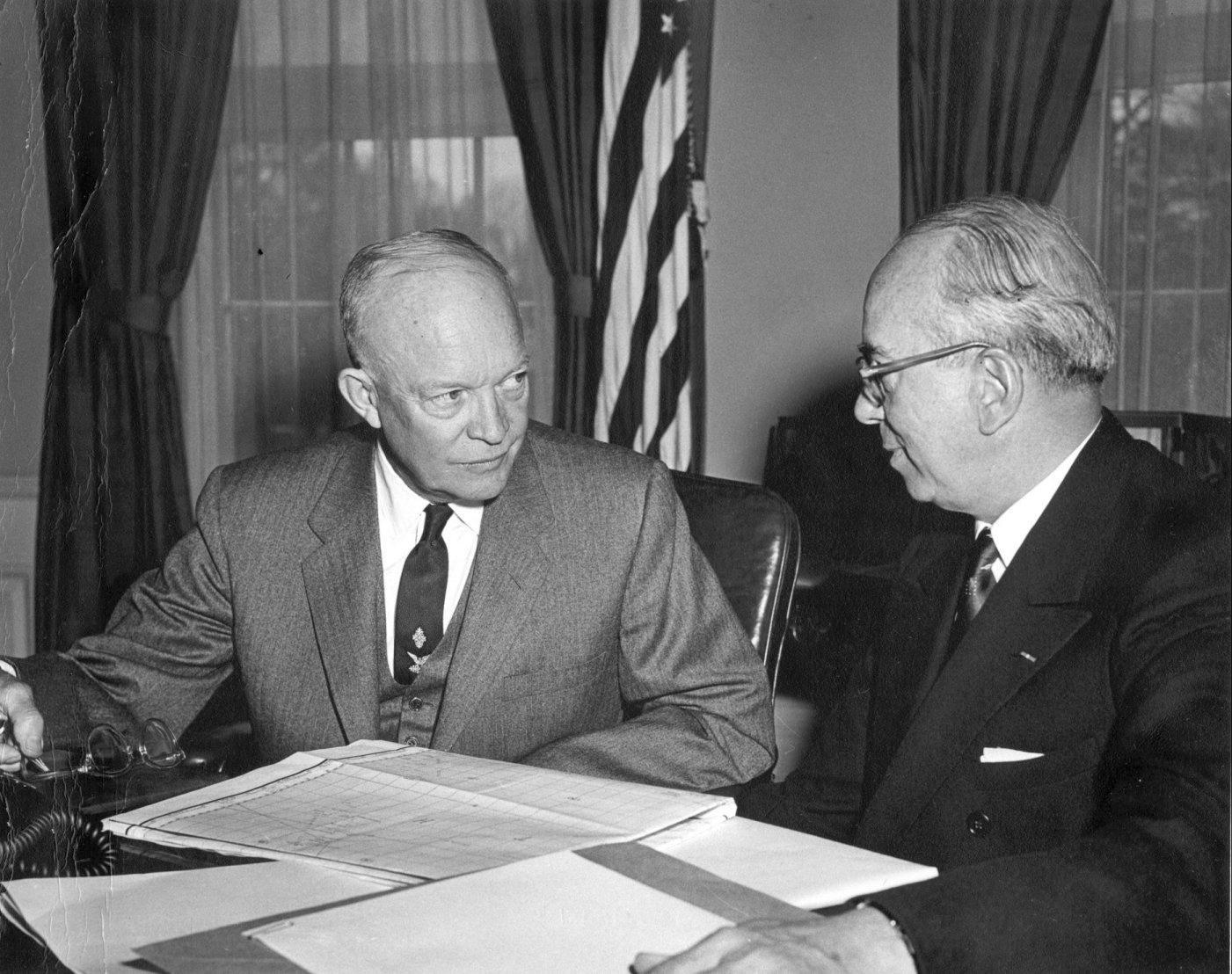
Eisenhower y Strauss hablan sobre la Operación Castillo, 1954.

Se produjo un debate interno durante los siguientes años dentro de la administración de Eisenhower sobre la posibilidad de una prohibición de pruebas atmosféricas con la Unión Soviética, con algunos a favor de intentar organizar una, pero Strauss siempre fue uno de los que se opuso implacablemente. Strauss continuaría minimizando los peligros de las consecuencias de Bravo para los isleños de los atolones, insistiendo en sus memorias de 1962 que habían estado bajo "supervisión médica continua y competente" y que las pruebas de seguimiento demostraron que estaban en "excelente salud [y ] sus hemogramas eran aproximadamente normales". Otros en la AEC fueron igualmente arrogantes. De hecho, los científicos de AEC habían visto a los isleños como un valioso caso de laboratorio de exposición humana. El Tratado de Prohibición Limitada de Pruebas que prohíbe las pruebas atmosféricas no se alcanzaría hasta 1963, y el gobierno de los EE. UU. participará en una serie de revaluaciones de la salud de los isleños, y paquetes económicos y de reubicación para compensarlos, durante las próximas décadas. Strauss y otros en la AEC también desdeñaron los peligros que enfrentaban los estadounidenses que estaban a favor del viento del sitio de pruebas de Nevada.
La crisis del Sputnik de 1957 llevó a Eisenhower a crear el Comité Asesor Científico del Presidente. Una vez que ese organismo estuvo en su lugar, Eisenhower comenzó a recibir directamente una selección más amplia de información científica; Strauss perdió su capacidad de controlar el acceso de los científicos al presidente y su influencia dentro de la administración comenzó a retroceder. Si bien Strauss mantuvo su hostilidad hacia la cooperación angloamericana en asuntos nucleares desde que se convirtió en presidente de AEC, Sputnik dio impulso a una cooperación renovada en este frente. Strauss visitó al primer ministro Harold Macmillan para dar un mensaje de Eisenhower en este sentido, y las conversaciones y audiencias posteriores dieron como resultado el Acuerdo de Defensa Mutua de 1958 entre EE. UU. y el Reino Unido.
Como presidente de AEC, Strauss fue informado sobre los hallazgos de la inteligencia estadounidense en el reactor de Dimona en Israel. Se reunió con Ernst David Bergmann, presidente de la Comisión de Energía Atómica de Israel y una de las primeras fuerzas clave en el programa nuclear israelí (y años más tarde ayudaría a Bergmann a obtener una beca de visita en los Estados Unidos). Si bien los pensamientos de Strauss sobre el esfuerzo israelí para desarrollar armas nucleares no están documentados, su esposa dijo más tarde que él habría estado a favor de que Israel pudiera defenderse.

### Strauss y Oppenheimer
Durante su mandato como comisionado de la AEC, Strauss se volvió hostil hacia Robert Oppenheimer, el físico que había sido director del Laboratorio de Los Álamos durante el Proyecto Manhattan y que, después de la guerra, se convirtió en una célebre figura pública y permaneció en posiciones influyentes en la energía atómica.
En 1947, Strauss, miembro del consejo de administración del Instituto de Estudios Avanzados de Princeton, presentó a Oppenheimer la oferta del instituto para ser su director. El propio Strauss, como hombre de gran inteligencia y habilidades financieras, sin educación superior, también había sido considerado para el trabajo; fue la elección en quinto lugar de la facultad del instituto, mientras que Oppenheimer fue el primero en clasificar. Strauss, un republicano conservador, tenía poco en común con Oppenheimer, un liberal que había tenido asociaciones comunistas. Posteriormente, Oppenheimer fue uno de los principales opositores a seguir adelante con la bomba de hidrógeno y propuso una estrategia de seguridad nacional basada en armas atómicas y defensa continental; Strauss quería el desarrollo de armas termonucleares y una doctrina de disuasión. Oppenheimer apoyó una política de apertura con respecto a los números y capacidades de las armas atómicas en el arsenal de Estados Unidos; Strauss creía que tal franqueza unilateral no beneficiaría a nadie más que a los planificadores militares soviéticos.
Fuera de ello, a Strauss no le gustaba Oppenheimer por una variedad de motivos personales. A partir de 1947, Strauss había estado en una disputa con el Comité Asesor General (GAC) de científicos atómicos senior, presidido por Oppenheimer y que informaba a la AEC, sobre si la exportación de radioisótopos con fines médicos estaba poniendo en riesgo la seguridad de EE. UU., lo que llevó a los científicos sobre el GAC que tiene una mala imagen de Strauss. Luego, durante una audiencia pública en 1949, el físico real Oppenheimer había dado una respuesta burlona a un punto que el físico aficionado Strauss había planteado sobre el tema, una humillación que Strauss no olvidó. Strauss también se sintió ofendido por el hecho de que Oppenheimer una vez se involucró en relaciones adúlteras. Y a Strauss no le gustó que Oppenheimer aparentemente hubiera dejado atrás su herencia judía, mientras que Strauss había tenido éxito, a pesar del ambiente antisemita de Washington, mientras mantenía sus roles prominentes en las organizaciones judías y su presidencia del Templo Emanu-El.
Cuando Eisenhower le ofreció a Strauss la presidencia de la AEC, Strauss nombró una condición: Oppenheimer sería excluido de todos los trabajos atómicos clasificados. Oppenheimer obtuvo una autorización Q del más alto nivel, y fue una de las figuras más respetadas de la ciencia atómica, informando al presidente y al Consejo de Seguridad Nacional en varias ocasiones.
Strauss, sin embargo, desconfiaba profundamente de Oppenheimer. Se había dado cuenta de las antiguas afiliaciones comunistas de Oppenheimer antes de la Segunda Guerra Mundial y del comportamiento cuestionable durante la guerra, y comenzó a pensar que Oppenheimer podría ser incluso un espía soviético. Strauss sospechaba de la tendencia de Oppenheimer a minimizar las capacidades soviéticas. En 1953, Oppenheimer declaró en la edición de julio de Foreign Affairs que creía que los soviéticos estaban "unos cuatro años atrás" en el desarrollo de armas nucleares. Estados Unidos había hecho explotar el primer dispositivo termonuclear el año anterior; sin embargo, solo un mes después de que Oppenheimer hiciera su proclamación, en agosto de 1953, la Unión Soviética declaró que había probado su propia bomba de fusión, que los sensores estadounidenses identificaron como un arma de fisión potenciada. Strauss no era el único que tenía dudas; varios otros funcionarios en Washington también sospechaban que Oppenheimer podría ser un riesgo para la seguridad.
En septiembre de 1953, Strauss, con la esperanza de descubrir pruebas de la deslealtad de Oppenheimer, le pidió al director del FBI , J. Edgar Hoover, que iniciara la vigilancia para rastrear los movimientos de Oppenheimer. El director lo hizo de buena gana; el seguimiento no descubrió evidencia de deslealtad, pero Oppenheimer le había mentido a Strauss sobre el motivo de su viaje a Washington (Oppenheimer conoció a un periodista pero le dijo a Strauss que había visitado la Casa Blanca). Las sospechas de Strauss aumentaron aún más con el descubrimiento de que en 1948 y 1949 Oppenheimer había intentado detener el sistema de detección aerotransportado de largo alcance que Strauss había defendido y que había funcionado en el descubrimiento de la primera prueba de armas atómicas de la Unión Soviética. En diciembre de 1953, el FBI notificó a Strauss que no vigilaría más de cerca a Oppenheimer sin una solicitud específica, que Strauss proporcionó. El director Hoover luego ordenó la vigilancia total de Oppenheimer y sus abogados, incluidas las escuchas telefónicas ilegales.
Al principio, Strauss se movió con cautela, incluso evitando un ataque a Oppenheimer por parte del senador Joseph McCarthy. Hizo que el personal de AEC compilara una lista de cargos y sorprendió a Oppenheimer con ellos en diciembre de 1953.
Strauss a menudo es recordado con más fuerza como la fuerza impulsora en las audiencias de un mes, celebradas en abril y mayo de 1954, ante una Junta de Seguridad del Personal de AEC que resultó en la revocación de la autorización de seguridad de Oppenheimer. Strauss tuvo acceso a la información del FBI sobre Oppenheimer, incluidas sus conversaciones con sus abogados, que se utilizó para preparar contraargumentos por adelantado. Al final, a pesar del apoyo de numerosos científicos destacados y otras figuras prominentes, Oppenheimer fue despojado de su autorización, un día antes de que hubiera expirado de todos modos, como había querido Strauss. Según todos los informes, las audiencias rompieron el espíritu de Oppenheimer y nunca fue la misma persona después.

### Candidatura a secretario de Comercio
El mandato de Strauss como presidente de la AEC se completó a fines de junio de 1958. Eisenhower quería volver a nombrarlo, pero Strauss temía que el Senado lo rechazara o al menos lo sometiera a un feroz cuestionamiento. Además del asunto Oppenheimer, se había enfrentado con los demócratas del Senado en varios temas importantes, incluida su naturaleza autocrática como presidente de AEC y su manejo secreto del contrato Dixon-Yates. De hecho, en ese momento, Strauss se había ganado la reputación, como lo expresó un perfil de la revista Time, de ser "una de las figuras públicas más capaces y espinosas de la nación".
Eisenhower le ofreció el puesto de Jefe de Gabinete de la Casa Blanca, en sustitución de Sherman Adams, pero Strauss no pensó que le convenía. Eisenhower también preguntó si Strauss consideraría suceder a John Foster Dulles (que estaba enfermo) como secretario de Estado, pero Strauss no quería adelantarse al subsecretario Christian Herter, que era un buen amigo. Finalmente, Eisenhower propuso que Strauss se convirtiera en secretario de Comercio, lo que Strauss aceptó. Con las elecciones al Senado de los Estados Unidos de 1958 inminentes, Eisenhower anunció la nominación el 24 de octubre Strauss asumió el cargo mediante un nombramiento en receso, a partir del 13 de noviembre de 1958. Sin embargo, la oposición del Senado a este nombramiento fue tan fuerte como a la renovación del mandato de AEC. Esto fue sorprendente, dado el alto nivel de experiencia que tenía Strauss, la relativa falta de prominencia del puesto de Comercio en comparación con otros puestos del gabinete y la tradición del Senado de ceder a los presidentes la elección de los jefes de gabinete que querían. De hecho, en ese momento, los trece candidatos anteriores para este puesto en el Gabinete obtuvieron la confirmación del Senado en un promedio de ocho días. Debido a una disputa de larga data entre los dos, la senadora Clinton Anderson asumió la causa para asegurarse de que Strauss no fuera confirmado por el Senado. Anderson encontró un aliado en el senador Gale W. McGee en el Comité de Comercio del Senado, que tenía jurisdicción sobre la confirmación de Strauss.
Durante y después de las audiencias del Senado, McGee acusó a Strauss de "un descarado intento de engañar" al comité. Strauss también exageró la importancia de su papel en el desarrollo de la bomba H, implicando que había convencido a Truman para que la apoyara; Truman estaba molesto por esto y envió una carta a Anderson socavando la afirmación de Strauss, una carta que Anderson filtró rápidamente a la prensa. Strauss intentó comunicarse con Truman a través de un intermediario para salvar la situación, pero fue rechazado y se sintió amargado por la falta de apoyo. Un grupo de científicos que todavía estaban molestos por el papel que había jugado Strauss en las audiencias de Oppenheimer presionaron contra la confirmación, jugando con la pronunciación del nombre de su objetivo al llamarse a sí mismos el Comité Last Straws.
Después de dieciséis días de audiencias, el Comité recomendó la confirmación de Strauss al Senado en pleno con una votación de 9 a 8. A estas alturas, la lucha estaba al frente de las noticias políticas nacionales, con un artículo de portada de Time llamándola "una de las peleas de confirmación más grandes, más amargas y, en muchos sentidos, más indecorosas en la historia del Senado". En preparación para el debate en la sala sobre la nominación, el principal argumento de la mayoría demócrata en contra de la nominación fue que las declaraciones de Strauss ante el comité incluían verdades a medias y falsedades absolutas y que, bajo duros interrogatorios, Strauss tendía a respuestas ambiguas y se involucraba en argumentos mezquinos. A pesar de una abrumadora mayoría demócrata, el 86.º Congreso de los Estados Unidos no pudo lograr gran parte de su agenda ya que el presidente tenía una inmensa popularidad y un veto. Con las elecciones de 1960 acercándose, los demócratas del Congreso buscaron temas en los que pudieran mostrar su fuerza institucional en oposición a Eisenhower. El 19 de junio de 1959, poco después de la medianoche, la nominación de Strauss fracasó por 46 a 49 votos. Votaron por Strauss 15 demócratas y 31 republicanos; votando en su contra fueron 47 demócratas y 2 republicanos.
En ese momento, era solo la octava instancia en la historia de los EE. UU. en la que el Senado no confirmó a una persona designada para el Gabinete, y fue la primera vez desde 1925. (la siguiente instancia de este tipo no tendría lugar hasta 1989.) Eisenhower, quien había invertido tanto capital personal como profesional en la nominación, habló de la acción del Senado en términos amargos, diciendo que "Estoy perdiendo a un socio verdaderamente valioso en los asuntos del gobierno... es el pueblo americano el perdedor en este triste episodio". El rechazo del Senado eliminó automáticamente a Strauss ese día del puesto de gabinete designado en receso.

## Últimos años
La derrota de Comercio terminó efectivamente con la carrera gubernamental de Strauss. Los numerosos enemigos que Strauss se había hecho durante su carrera disfrutaron un poco del giro de los acontecimientos. El propio Strauss se sintió herido por el rechazo, y nunca lo superó por completo, tendió a reflexionar sobre los eventos pasados.
Strauss publicó sus memorias, Men and Decisions, en 1962. En ese momento, la reseña de la revista Time dijo que "ahora pueden recordar a los lectores los muchos logros reales [de Strauss] antes de que fueran oscurecidos por las disputas políticas". El libro se vendió bien, pasó quince semanas en el New York Times Best Seller de no ficción y llegó al puesto número cinco en esa lista.  La opinión general de los historiadores es que las memorias eran egoístas.
El vínculo entre Herbert Hoover y Strauss se mantuvo fuerte a lo largo de los años; en 1962, Hoover escribió en una carta a Strauss: “De todos los hombres que han entrado en mi órbita en la vida, eres tú quien tiene mis mayores afectos, y no trataré de especificar las muchas razones, evidencias u ocasiones. " Strauss ayudó en la organización del apoyo a la campaña presidencial de Barry Goldwater de 1964. También se mantuvo en buenos términos con el presidente Eisenhower, y durante varios años en la década de 1960, Eisenhower y Strauss abogaron por la construcción de una instalación de desalinización regional de energía nuclear en Medio Oriente que beneficiaría tanto a Israel como a sus vecinos árabes, pero el plan nunca encontró suficiente apoyo del Congreso para seguir adelante.
Durante su retiro, Strauss dedicó tiempo a actividades filantrópicas, y al Comité Judío Estadounidense, el Seminario Teológico Judío de América y la Alianza Israélite Universelle. Vivía en una finca de 809,4 hectáreas, donde se dedicaba a la cría de ganado, como las preciadas Black Angus. Un libro en el que estaba trabajando sobre Herbert Hoover nunca se completó. 
Después de luchar contra un linfoma durante tres años, Strauss murió el 21 de enero de 1974 en su casa, Brandy Rock Farm, en Brandy Station, Virginia. Su funeral se llevó a cabo en Nueva York en el Templo Emanu-El y también hubo un servicio conmemorativo en la capital en la Congregación Hebrea de Washington. Está enterrado en el cementerio hebreo de Richmond junto con más de sesenta miembros de su familia.
Alice Hanauer Strauss vivió hasta 2004, cuando murió a los 101 años en Brandy Station.

## Legado
El asunto de Oppenheimer se convirtió rápidamente en una causa célebre, con Strauss frecuentemente interpretando el papel de villano. Esta fue una imagen que persistiría durante los próximos años, y más allá de eso. Strauss también tuvo sus defensores, quienes vieron los roles de héroe y villano invertidos. Estas evaluaciones polarizadas siguieron a Strauss durante gran parte de su carrera.
Incluso cuestiones como la pronunciación inusual de su apellido, basada en el sur, podrían percibirse como una artificialidad desconcertante. Deliberadamente, en un ensayo de 1997 en el New York Times Book Review comentando el asunto de Oppenheimer, el crítico literario Alfred Kazin atacó a Strauss como alguien "que pronunciaba su propio nombre straws ('pajuelas' en inglés) para sonar menos judío". Strauss había sido un líder bastante destacado en causas y organizaciones judías a lo largo de su vida, sin embargo, y esta acusación en particular era fundamentalmente inverosímil.
En cualquier caso, la personalidad de Strauss no fue simplemente categorizada; un entrevistador de mediados de la década de 1950, el politólogo Warner R. Schilling, lo encontró suave y cortés en una sesión, pero irritable y temperamental en una segunda sesión. Como decía el obituario de Strauss en la primera plana de Alden Whitman para el New York Times,

For about a dozen years at the outset of the atomic age Lewis Strauss, an urbane but sometimes thorny former banker with a gifted amateur's knowledge of physics, was a key figure in the shaping of United States thermonuclear policy. ... In the years of his mightiest influence in Washington, the owlish‐faced Mr. Strauss puzzled most observers. He was, on the one hand, a sociable person who enjoyed dinner parties and who was adept at prestidigitation; and, on the other hand, he gave the impression of intellectual arrogance. He could be warm-hearted yet seem at times like a stuffed shirt. He could make friends yet create antagonisms.
Durante aproximadamente una docena de años, al comienzo de la era atómica, Lewis Strauss, un ex banquero cortés pero a veces espinoso con un conocimiento de física de aficionado talentoso, fue una figura clave en la configuración de la política termonuclear de los Estados Unidos. ... En los años de su mayor influencia en Washington, el Sr. Strauss con cara de búho desconcertó a la mayoría de los observadores. Era, por un lado, una persona sociable que disfrutaba de las cenas y que era experto en la prestidigitación; y, por otra parte, daba la impresión de arrogancia intelectual. Podía ser afectuoso pero, a veces, parecer un pelele. Podía hacer amigos pero crear antagonismos.

Al comienzo de sus memorias de 1962, Strauss expresa su creencia de que "el derecho a vivir en el orden social establecido [en la fundación estadounidense] es un privilegio tan invaluable que ningún sacrificio para preservarlo es demasiado grande". Este sentimiento se convirtió en la base del título y el marco interpretativo de No Sacrifice Too Great, la biografía de Strauss de 1984 del historiador Richard Pfau, que fue autorizada por los herederos de Strauss. En él, Pfau reconoce los feos e ilegales episodios de la vida de Strauss, pero los presenta como los actos de un hombre íntegro que se sintió obligado a hacer lo necesario para proteger a la nación. El historiador Barton J. Bernstein no está de acuerdo con este enfoque y dice que el marco es demasiado generoso y que Pfau se equivoca al "ver a Strauss como un hombre de gran integridad (afirmación del propio Strauss) en lugar de como un hombre que utilizó tales afirmaciones para ocultar un comportamiento sórdido."
Décadas después de su muerte, los historiadores continúan examinando los registros y las acciones de Strauss. El erudito del período temprano de la Guerra Fría, Ken Young, estudió la historiografía del desarrollo de la bomba H y analizó el papel que desempeñó Strauss al tratar de formar esa historia para su beneficio. En particular, Young analizó la publicación durante 1953 y 1954 de un artículo y libro de revista popular que promovía una noción muy distorsionada de que el proyecto de la bomba de hidrógeno se había estancado injustificadamente, tanto antes como después de la decisión de Truman, por parte de un pequeño grupo de científicos estadounidenses que trabajaban contra el interés nacional; también que Strauss fue uno de los héroes que había superado los esfuerzos de esta cábala. Young señala evidencia de archivo circunstancial de que Strauss estaba detrás de ambas publicaciones y bien podría haber dado información clasificada a los autores del libro involucrados ( James R. Shepley y Clay Blair Jr.). En la misma línea, la historiadora Priscilla Johnson McMillan ha identificado evidencia de archivo que sugiere hasta cierto punto que Strauss estaba en connivencia con William L. Borden, el miembro del personal del Congreso que, después de dejar ese cargo, escribió la carta de noviembre de 1953 que desencadenó la audiencia de seguridad de Oppenheimer. McMillan también ha presentado el caso probatorio de que, después de esa carta, Strauss probablemente estaba detrás de la directiva de "pared en blanco" de Eisenhower para separar a Oppenheimer de los secretos nucleares.
Incluso los engaños más pequeños de Strauss, como inventar una excusa para publicar la transcripción de la audiencia de seguridad de Oppenheimer a pesar de que se había prometido a los testigos que su testimonio permanecería en secreto, rebotaron en su contra, ya que la transcripción mostró cómo la audiencia había tomado la forma de una inquisición. Al final, Strauss se deshizo por su propio carácter y acciones.

## Premios y honores
Por su trabajo de socorro en Europa durante y después de la Primera Guerra Mundial, Strauss fue condecorado por seis países. Estos honores incluyeron el Caballero, Orden Belga de Leopoldo I, el Comandante de Primera Clase de la Rosa Blanca de Finlandia, y el Caballero, Estrella de Rumania. Recibió una medalla similar de Polonia. Según un relato biográfico presentado en el Registro del Congreso, también recibió el nivel de Gran Oficial de la Legión de Honor de Francia.
Strauss, entonces con el rango de capitán, recibió una Legión al Mérito de la Marina en septiembre de 1944 por su trabajo sobre los requisitos de la Marina con respecto a la terminación del contrato y la disposición de los bienes excedentes. Al final de la guerra, recibió un Oak Leaf Cluster-Army en lugar de un segundo premio de este tipo, por su trabajo en la coordinación de los procesos de adquisición. En 1947 se otorgó una Estrella de Oro: Marina en lugar de un tercer premio, por su trabajo durante y después de la guerra como asistente especial del secretario de Marina y en juntas de movilización industrial conjunta Ejército-Marina. Finalmente, en 1959 recibió una Estrella de Oro en lugar de un cuarto premio, esta vez por su trabajo sobre la energía atómica, ya que benefició a la Marina como fuente de energía y propulsión de barcos. También recibió la Medalla por Servicios Distinguidos de la Marina. El 14 de julio de 1958, Strauss recibió la Medalla de la Libertad, un honor civil, por parte del presidente Eisenhower. El premio fue por "servicio meritorio excepcional" en interés de la seguridad nacional en sus esfuerzos hacia los usos militares y pacíficos de la energía nuclear.
Strauss recibió varios títulos honoríficos durante su vida; de hecho, sus defensores durante las audiencias de confirmación del Secretario de Comercio dieron veintitrés como el número de colegios y universidades que le habían otorgado tales honores. Estos incluyen, entre otros, un LL Honorario. D. del Seminario Teológico Judío de América en 1944, un doctorado en Humanidades del Case Institute of Technology en 1948, un doctorado en Leyes del Carnegie Institute of Technology en 1956, un doctorado en Ciencias de la Universidad de Toledo en 1957, y un doctorado en Ciencias de Union College en 1958.
Strauss sirvió en las juntas directivas de varias corporaciones, una de las cuales fue la United States Rubber Company. Fue miembro del consejo del Instituto Hampton, una universidad históricamente negra en Virginia, así como del Hospital Memorial para el Tratamiento del Cáncer y Enfermedades Afines en Nueva York. Debido a las donaciones hechas al Medical College of Virginia, un edificio de investigación recibió su nombre. Fue fideicomisario fundador de Eisenhower College, para el cual había ayudado en la planificación y recaudación de fondos. En 1955, Strauss recibió una placa de plata del Club de Hombres de Temple Emanu-El por "servicio distinguido"; El presidente Eisenhower envió un mensaje a la ceremonia diciendo que el honor era bien merecido.
La portada de la revista Time presentó a Strauss dos veces. La primera fue en 1953 cuando era presidente de la AEC y la carrera de armamentos nucleares estaba en marcha, y la segunda fue en 1959 durante su proceso de confirmación como secretario de Comercio.

## En el cine
Strauss es interpretado por Robert Downey Jr. en Oppenheimer, película de Christopher Nolan de 2023.

## Publicaciones
- Strauss, Lewis L. Men and Decisions (Garden City, New York: Doubleday & Company, 1962).